# Toyger
De toyger is een kattenras afkomstig uit de Verenigde Staten. Het ras staat bekend om zijn hoog-contrasterende makreel cypervacht waardoor het wild oogt. De toyger is selectief gefokt uit kortharig gedomesticeerde huiskatten met een makreel cyperpatroon en de hybride bengaal om het uiterlijk van een klein tijgertje, oftewel “toy tiger” (letterijk: speelgoed tijger), te benaderen.

## Geschiedenis

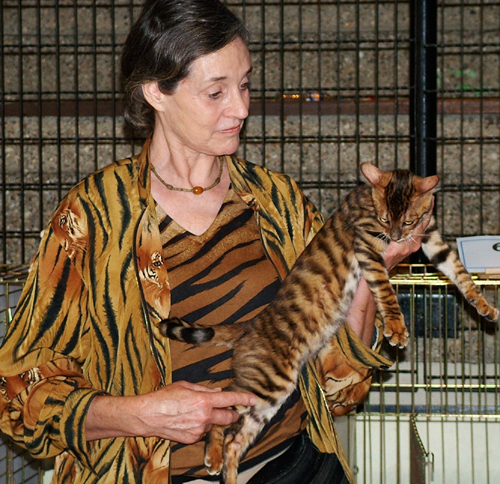
Judy Sudgen met haar toyger bij een Franse kattententoonstelling van TICA (2007)

De ontwikkeling van dit ras begon in de 1980s toen Judy Sudgen uit de Verenigde Staten probeerde om via selectief fokken het vlekkenpatroon van een aantal van haar katten te verhelderen. Op een dag merkte ze dat er opvallende patronen zaten op twee van haar katten. De patronen op de kop, een gebied waar normaal gesproken geen duidelijk patroon zit, inspireerde haar tot het idee van een kat die lijkt op een tijger. Nadat ze in India een kat met opvallende patronen op zijn kop had gevonden, begon de uitdaging om tijgerachtige, ronde patronen te ontwikkelen. De introductie van een bengaal in de bloedlijn was bedoeld om het lichaam van de kat groter te maken en meer volume te geven.

### Erkenning door de TICA
Het ras werd in 1993 door de TICA erkend in de categorie 'Registration Only' (alleen toegang tot registratie). In 2007 werd de status verhoogd tot de hoogste categorie, de 'Full Championship Status' (toegang tot registratie en kattententoonstellingen). Er wordt door fokkers aan gewerkt om behalve de zwarte (bruine) kleur ook de kleur zwart-zilver voor toygers erkend te krijgen. In 2023 was alleen de zwarte makreel cyper vacht toegestaan door TICA in dit ras.

## Uiterlijk

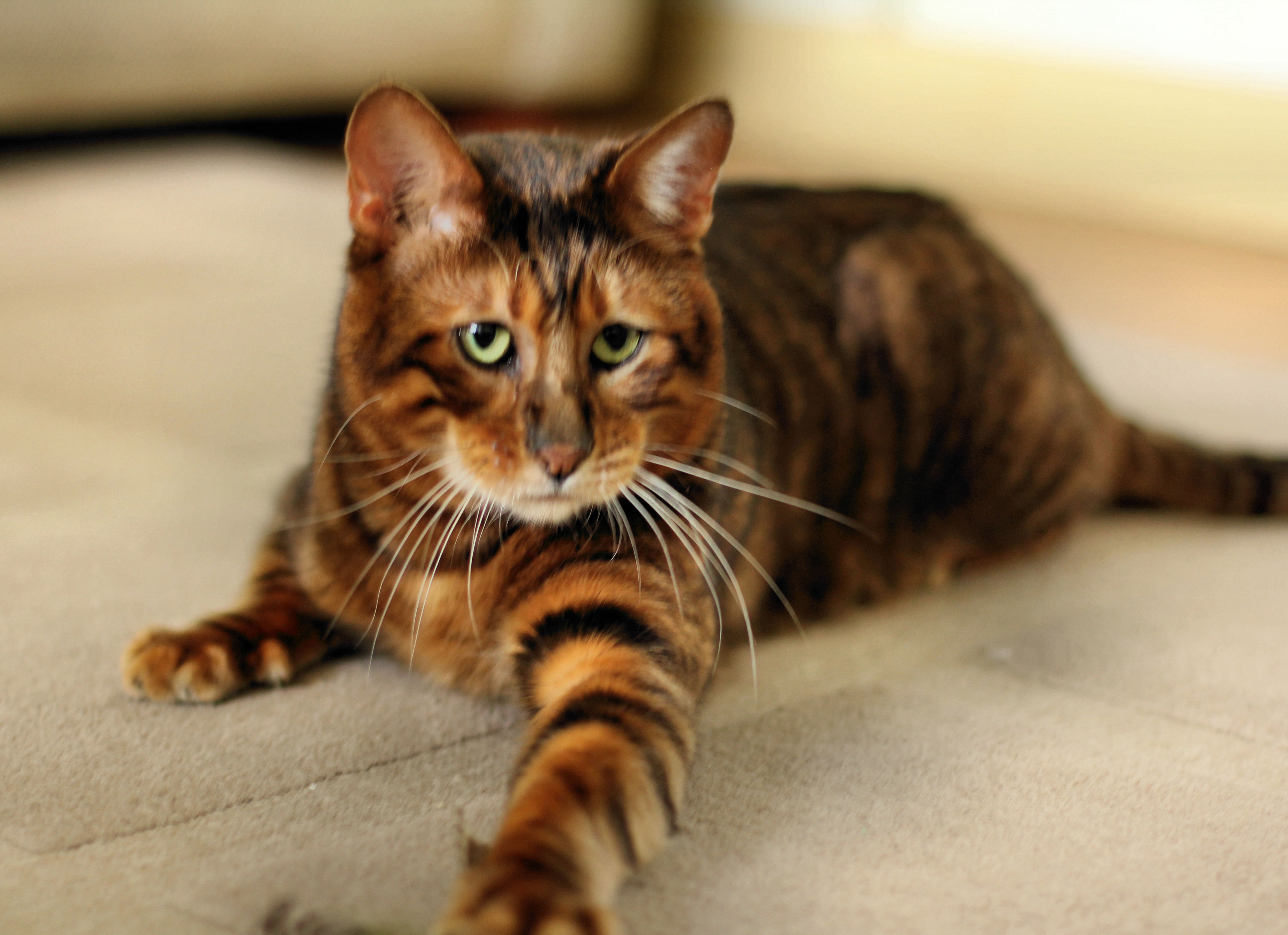
Volwassen kater

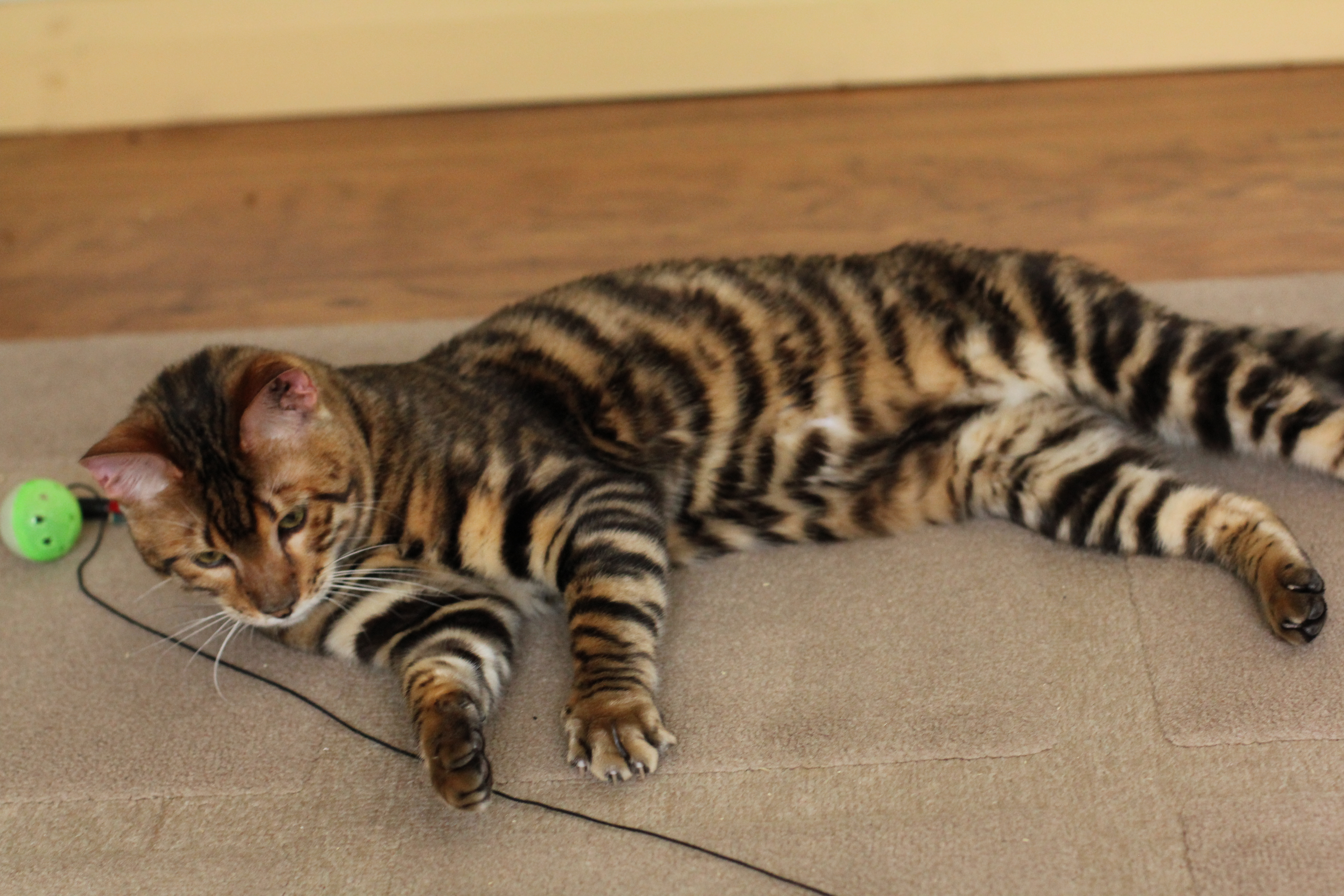
Volwassen kat

- Vorm van de kop: gemiddelde grootte, met een dominante diepe, cilindervormige, snuit op een ovale kop.
- Oren: smal en rond; breed gezet richting de achterkant van het hoofd en gericht in hoek van 45 graden richting het centrum van de ogen. Kort maar dichtbehaarde oren. Gepluimd als een lynx is ongewenst.
- Ogen: gemiddelde grootte, amandelvormig. Ver uit elkaar, achter in het gezicht en in de buurt van de basis van het oor.
- Neus: gespierd, lang, breed en rond, breder wordend richting de punt en ten minste net zo breed als de ruimte tussen de ogen.
- Torso: gemiddeld tot diep, lang en gespierd met ronde contouren; sterk en robuust maar niet hoekig.
- Poten en klauwen: gemiddelde lengte, zodanig dat de ruimte tussen de grond en het lichaam ongeveer gelijk is aan de diepte van de torso. De botstructuur is zeer lang.
- Staart: zeer lang en niet dik. De staart heeft een botte, ronde punt. De vacht is dichtbehaard en kort.
- Spiervorming: zeer jong en atletisch van uiterlijk, vooral bij mannelijke toygers.
- Kleur: markeringen horen vrijwel zwart tot bruin tot gelijkmatig gekleurd te zijn. Zeer donkere markeringen hebben de voorkeur. De aftekening is makreel cyper, ook wel getijgerd cyper genoemd.
- Patroonmarkeringen: het contrast tussen de markeringen en het grondpatroon moet zeer duidelijk zijn, waardoor er een zeer duidelijk, scherp getekend patroon ontstaat.
- Lichaamsmarkeringen: de strepen op het lichaam zijn verticaal met cirkelvormige markeringen in de nek, aan de poten en op de staart. De buik en binnenkant van de poten moeten gemarkeerd zijn. Kussentjes, de klauwen en het puntje van de staart horen zwart te zijn.
- Kop: strepen en markeringen in het gezicht horen cirkelvormig rondom het gezicht te lopen. Traditionele cyper-markeringen die radiaalvormig weglopen van het gezicht zijn ongewenst. Lichte tot vrijwel witte kleine markeringen op de achterkant van de oren zijn gewenst. Naturel 'make-up' is belangrijk: de ogen moeten een zwarte 'mascara-markering' hebben met witte ringen om de ogen. Voor de bek zijn zwarte markeringen rond de lippen wenselijk.